# أنطون كيناندير
أنطون كيناندير (بالسويدية: Anton Kinnander)‏ (23 فبراير 1996 في السويد - ) هو لاعب كرة قدم سويدي في مركز الهجوم. لعب مع نادي هلسينغبورغ وHIF Akademi ‏ ونادي موتالا.

## وصلات خارجية
- أنطون كيناندير على موقع اتحاد السويد (السويدية)
- أنطون كيناندير على موقع قاعدة بيانات كرة القدم.إي يو (الإنجليزية)
- أنطون كيناندير على موقع Soccerway.com (الإنجليزية)